# Fiat 242
Fiat 242 — фургон, выпускавшийся компанией Fiat с 1974 по 1987 год. 
Автомобиль был разработан совместно с компанией Citroën и без существенных отличий продавался во Франции под названием Citroën C35. Обе эти модели выпускались в Италии до 1987, а затем, в связи с окончанием выпуска 242 модели, производство Citroën C35 было перенесено во Францию.
В 1970-х и 1980-х 242 модель была одной из самых популярных моделей фургонов в Италии, наряду с предшествовавшей ей 238 моделью и Ford Transit.
В 1981 году на смену модели 242 пришел Fiat Ducato (и его аналог Citroën C25).